# Anatolij Leonidovič Durov
Anatolij Leonidovič Durov (Mosca, 8 dicembre 1864 – Mariupol, 7 gennaio 1916) è stato un circense russo, specializzato come clown.

## Biografia

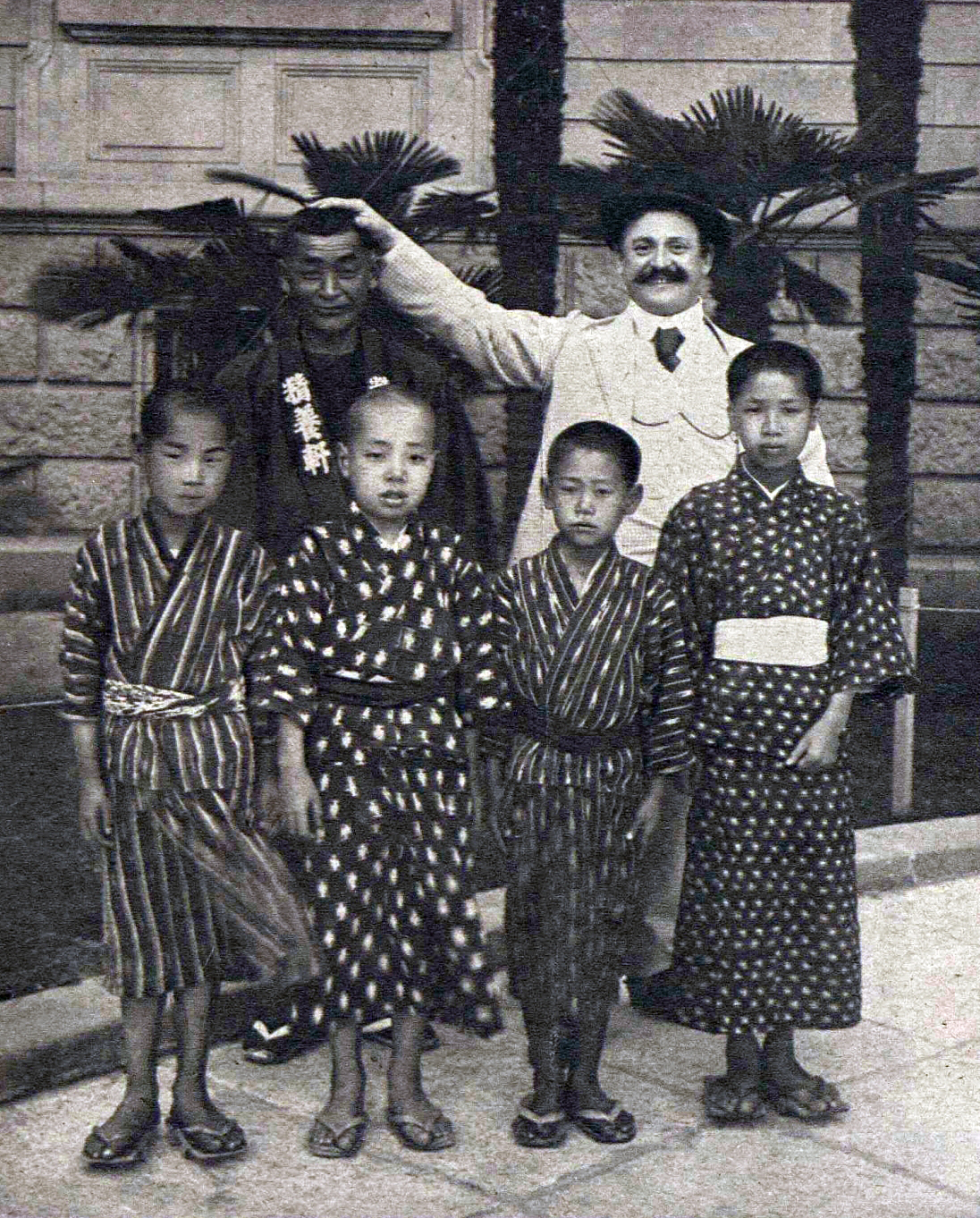
Durov a Tokyo intorno al 1916

Anatolij Durov fu un famoso clown russo e addestratore di animali, il primo dell'illustre famiglia circense russa Durov.
Figlio di un poliziotto, Anatolij perse la madre all'età di cinque anni e il padre poco dopo. Il suo padrino, l'avvocato Zakharov, si occupò quindi di allevarlo. Il giovane lasciò la casa nel 1880 per unirsi alla compagnia del Circo Weinstock, dove si esibì come acrobata, funambolo e più tardi come clown.
Contrariamente all'usanza del tempo, non utilizzò un nome d'arte e durante le rappresentazioni comiche indossava un costume a tre pezzi invece di indossare un travestimento grottesco.
Ammaestrava gli animali domestici studiandone i riflessi condizionati.
La sua popolarità oltrepassò i confini russi e grazie a numerose tournée divenne celebre in Italia, in Germania e in Francia.
Anche suo fratello Vladimir Durov fu un artista circense, fondatore del Circo Durov di Mosca.
Infine, anche suo figlio Anatolij Anatol'evič fu domatore, invece quasi tutti gli altri discendenti curarono soprattutto l'ormai tradizionale numero di famiglia, tra la satira e la favola, con gatti, galli, topi, ecc.